# Ayoub Abdellaoui
Ayoub Abdellaoui (arabisch أيوب عبد اللاوي, DMG Ayyūb ʿAbd al-Lāwī; * 16. Februar 1993 in Réghaïa) ist ein algerischer Fußballspieler.

## Karriere

### Verein
Abdellaoui begann seine Karriere in der Jugend des USM Algier in seinem Heimatland Algerien. Am 17. Mai 2014 (29. Spieltag) gab er sein Debüt für die erste Mannschaft in der Ligue Professionnelle 1, der höchsten Spielklasse Algeriens. Dies blieb sein einziger Einsatz in der Saison 2013/14, zu Saisonende wurde er mit USM Algier algerischer Meister. 2014/15 spielte Abdellaoui fünfmal in der Liga und sechsmal in der afrikanischen Champions League, in der Algier im Finale nach Hin- und Rückspiel mit 1:4 gegen TB Mazembe aus der DR Kongo verlor. 2015/16 folgten 17 Ligapartien, zu Saisonende wurde er mit USM Algier erneut algerischer Meister. 2016/17 absolvierte er 20 Spiele in der höchsten algerischen Spielklasse und elf in der Champions League (zwei Tore), in der man mit insgesamt 1:3 im Halbfinale gegen Wydad Casablanca aus Marokko ausschied. In der Spielzeit 2017/18 spielte er 23-mal in der Liga (ein Tor) und sechsmal im CAF Confederation Cup, in dem Algier in der Gruppenphase ausschied. Zur darauffolgenden Saison wechselte Abdellaoui nach Europa zum Schweizer Erstligisten FC Sion. Sein Debüt in der Super League gab er am 29. Juli 2018 (2. Spieltag) beim 4:2 gegen den FC St. Gallen, als er in der Startelf stand. Bis Saisonende absolvierte er 19 Partien in der höchsten Schweizer Spielklasse. Zudem spielte er dreimal im Schweizer Cup, in dem Sion im Viertelfinale gegen den FC Basel ausschied, und viermal für die zweite Mannschaft in der drittklassigen Promotion League. 2019/20 avancierte er zum Stammspieler und kam zu 25 Einsätzen in der Liga und drei im Schweizer Cup, in dem man diesmal im Halbfinale gegen den Meister BSC Young Boys verlor. In der Super League wurde die Spielzeit erneut auf dem 8. Rang beendet. In der Spielzeit 2020/21 kam er zu 24 Partien in der Super League, in denen er zwei Tore erzielte. Im Schweizer Cup absolvierte er zwei Spiele; die Mannschaft verlor im Achtelfinale gegen den Zweitligisten FC Aarau. Der Verein beendete die Ligaspielzeit auf dem 9. Platz und qualifizierte sich somit für die Barrage gegen den FC Thun. Nach Hin- und Rückspiel gewann Sion mit insgesamt 6:4 und sicherte sich den Klassenerhalt. Abdellaoui kam in beiden Partien über die gesamte Spielzeit zum Einsatz.
Nach der Saison 2020/21 verließ er den FC Sion.

### Nationalmannschaft
Abdellaoui absolvierte von 2014 bis 2016 18 Partien für die U-23-Nationalmannschaft sowie 2016 zwei Spiele für die algerische Olympiaauswahl. Am 10. November 2017 debütierte er in der Qualifikation zur Fußball-Weltmeisterschaft 2018 beim 3:0 gegen Nigeria für die A-Nationalmannschaft, als er in der 30. Minute für Chemseddine Nessakh eingewechselt wurde. Seitdem war er insgesamt sieben Mal für sein Heimatland im Einsatz.

## Erfolge
USM Algier
- 2× Algerischer Meister: 2013/14, 2015/16